# Brad Brown
Bradley Lorne „Brad“ Brown (* 27. Dezember 1975 in Baie Verte, Neufundland und Labrador) ist ein ehemaliger kanadischer Eishockeyspieler, der im Verlauf seiner aktiven Karriere zwischen 1991 und 2009 unter anderem 341 Spiele für die Canadiens de Montréal, Chicago Blackhawks, New York Rangers, Minnesota Wild und Buffalo Sabres in der National Hockey League (NHL) auf der Position des Verteidigers bestritten hat. Zudem verbrachte Brown einen erheblichen Teil seiner Laufbahn in der American Hockey League (AHL), wo er ebenfalls über 300 Partien absolvierte.

## Karriere
Brown verbrachte seine Juniorenzeit zunächst über vier Jahre zwischen 1991 und 1995 bei den North Bay Centennials in der Ontario Hockey League (OHL). Am Ende seiner Rookiesaison wurde der junge Verteidiger ins First All-Rookie Team der Liga gewählt. In seiner dritten OHL-Spielzeit war Brown mittlerweile ein gestandener Spieler und hatte maßgeblichen Anteil daran, dass die Centennials am Ende der Saison 1993/94 den J. Ross Robertson Cup, die Meisterschaftstrophäe der OHL, gewannen. Damit war auch die Teilnahme am prestigeträchtigen Memorial Cup verbunden. Ebenso wurde er im Sommer 1994 im NHL Entry Draft 1994 in der ersten Runde an 18. Stelle von den Canadiens de Montréal aus der National Hockey League (NHL) ausgewählt. Der Abwehrspieler verbrachte nach dem Titelgewinn noch eine weitere Spielzeit bei den Centennials, in der er als OHL Humanitarian of the Year ausgezeichnet wurde, und wechselte vor der Saison 1995/96 schließlich als sogenannter Overage-Spieler innerhalb der OHL zu den Barrie Colts. Im Trikot der Colts lief der Defensivspieler allerdings nur 27-mal auf, ehe er von den Canadiens de Montréal in den Profibereich beordert wurde, wodurch er den Rest der Saison beim Farmteam Fredericton Canadiens in der American Hockey League (AHL) verbrachte.
Mit Beginn der Saison 1996/97 war der Kanadier schließlich für die folgenden zwei Jahre Stammspieler in Fredericton und debütierte im Verlauf der Spielzeit 1996/97 auch für Montréal in der NHL. Dort stand Brown zum Beginn der Saison 1998/99 schließlich fest im Aufgebot, nachdem er im Vorjahr keine weiteren NHL-Einsätze verzeichnet hatte. Wenige Spiele nach Aufnahme des Spielbetriebs wurde er allerdings gemeinsam mit Jocelyn Thibault und Dave Manson zu den Chicago Blackhawks transferiert, die dafür Jeff Hackett, Eric Weinrich, Alain Nasreddine und ein Viertrunden-Wahlrecht im NHL Entry Draft 1999 an die Franko-Kanadier abgaben. In Chicago gelang dem Abwehrspieler in der Folge die Etablierung in der NHL und er war die folgenden zwei Jahre Stammspieler. Ein weiterer Transfer brachte ihn im Oktober 2000 gemeinsam mit Michal Grošek zu den New York Rangers, wo er eine Spielzeit lang auf dem Eis stand.
Anschließend unterzeichnete der Kanadier im Juli 2001 als Free Agent einen Vertrag bei den Minnesota Wild, die erst im Jahr zuvor in die Liga aufgenommen worden waren. Mit seiner Erfahrung half Brown das junge Franchise in der Liga zu etablieren und erreichte mit ihm im Verlauf der Stanley-Cup-Playoffs 2003 die Finalserie der Western Conference gegen die Mighty Ducks of Anaheim. In zwei seiner drei Spielzeiten in Minnesota fungierte er dabei als einer der zahlreichen Assistenzkapitäne des Teams, da sich kein etatmäßiger Kapitän im Amt befand. Zum Ende der Saison 2003/04 wurde Brown zum dritten Mal im Verlauf seiner Profikarriere Teil eines Transfergeschäfts, als er gemeinsam mit einem Sechstrunden-Wahlrecht im NHL Entry Draft 2005 für ein Viertrunden-Wahlrecht desselben Drafts an die Buffalo Sabres abgeben wurde. Für die Sabres bestritt der Verteidiger bis zum Saisonende 13 Spiele. Aufgrund des Lockouts und dem damit verbundenen Komplettausfall der NHL-Saison 2004/05 kamen keine weiteren Partien hinzu.
In der Folge des Lockouts waren Browns Vorzüge als raubeiniger Verteidiger mit den Zügen eines Enforcers nicht mehr so gefragt wie noch zuvor. Zwar wurde er im Sommer 2005 von den Toronto Maple Leafs mit einem Zweijahresvertrag ausgestattet, allerdings spielte er ausschließlich für deren Farmteam Toronto Marlies in der AHL. Aufgrund von Rückenproblemen absolvierte er im Verlauf der zwei Jahre aber keine 80 Spiele für die Marlies. Erst nach der vollständigen Genesung fand er im Januar 2008 in den Florida Everblades aus der ECHL einen neuen Arbeitgeber. Diese liehen ihn zum Ende der Saison 2007/08 an das Hartford Wolf Pack aus der AHL aus. Das folgende Spieljahr startete Brown erneut in der ECHL, diesmal bei den Fresno Falcons. Nach guten Leistungen erhielt er daraufhin im November 2008 einen Probevertrag bei den Quad City Flames aus der AHL, der wenige Wochen später zu einem Engagement bis zum Saisonende ausgeweitet wurde. Im Sommer 2009 beendete Brown im Alter von 33 Jahren seine aktive Karriere. In der Saison 2016/17 kehrte der Ex-Spieler noch einmal kurzzeitig ins Eishockeygeschäft zurück, als er als Assistenztrainer der Ottawa 67’s in der Ontario Hockey League tätig war.

## Erfolge und Auszeichnungen
- 1992 OHL First All-Rookie Team
- 1994 J.-Ross-Robertson-Cup-Gewinn mit den North Bay Centennials
- 1995 OHL Humanitarian of the Year

## Karrierestatistik
(Legende zur Spielerstatistik: Sp oder GP = absolvierte Spiele; T oder G = erzielte Tore; V oder A = erzielte Assists; Pkt oder Pts = erzielte Scorerpunkte; SM oder PIM = erhaltene Strafminuten; +/− = Plus/Minus-Bilanz; PP = erzielte Überzahltore; SH = erzielte Unterzahltore; GW = erzielte Siegtore; 1 Play-downs/Relegation; Kursiv: Statistik nicht vollständig)